# دانيال تشافيز غارسيا
دانيال تشافيز غارسيا هو سياسي مكسيكي، ولد في 27 مايو 1970 في ميتشواكان في المكسيك. نشط حزبياً في حزب العمل الوطني. وقد انتخب عضو مجلس النواب المكسيك ‏.